# Dmitrij Klokov
Dmitrij Vjatjeslavovitj Klokov (ryska: Дмитрий Вячеславович Клоков), född 18 februari 1983, är en rysk tyngdlyftare.
Klokov föddes i staden Balasjicha som son till tyngdlyftaren Vjatjeslav Klokov. Bland Klokovs största prestationer finns en guldmedalj från 2005 års världsmästerskap i Doha och en silvermedalj från 2008 års sommarolympiad i Peking.